# Kendra Harrison
Kendra „Keni” Harrison (ur. 18 września 1992 w stanie Tennessee) – amerykańska lekkoatletka specjalizująca się w biegach płotkarskich.
Wychowała się w Clayton w Karolinie Północnej. Tuż po urodzeniu została adoptowana przez Gary’ego i Karon Harrison. Ma dziesięcioro rodzeństwa. Rozpoczęła studia na Clemson University, a w 2013 roku przeniosła się na University of Kentucky. Zdobywała złote medale akademickich mistrzostw Stanów Zjednoczonych.
W 2015, dzięki wywalczeniu srebrnego medalu mistrzostw USA, startowała na światowym czempionacie w Pekinie, podczas którego została zdyskwalifikowana z biegu półfinałowego z powodu popełnienia falstartu. Na początku 2016 zajęła 8. miejsce na dystansie 60 metrów przez płotki na halowych mistrzostwach świata w Portland. Latem 2016 nie zakwalifikowała się do reprezentacji USA na igrzyska olimpijskie w Rio (6. miejsce w krajowych eliminacjach), a dwa tygodnie później w Londynie poprawiła o 0,01 sekundy rekord świata w biegu na 100 metrów przez płotki należący do Bułgarki Jordanki Donkowej. Czwarta zawodniczka mistrzostw świata w Londynie (2017).
W 2018 została halową mistrzynią świata w biegu na 60 metrów przez płotki. W 2019 zdobyła wicemistrzostwo globu na dystansie 100 metrów przez płotki. W 2021 sięgnęła po srebro igrzysk olimpijskich w Tokio.
Stawała na najwyższym stopniu podium mistrzostw Stanów Zjednoczonych.
Podczas mistrzostw świata 2023 w lekkoatletyce w Budapeszcie zdobyła brązowy medal w biegu na 100 m przez płotki.

## Osiągnięcia
| Rok  | Impreza                   | Miejsce    | Konkurencja                     | Pozycja    | Wynik |
| ---- | ------------------------- | ---------- | ------------------------------- | ---------- | ----- |
| 2015 | Mistrzostwa świata        | Pekin      | bieg na 100 m przez płotki      | półfinał   | DQ    |
| 2016 | Halowe mistrzostwa świata | Portland   | bieg na 60 m przez płotki       | 8. miejsce | 8,87  |
| 2017 | Mistrzostwa świata        | Londyn     | bieg na 100 m przez płotki      | 4. miejsce | 12,74 |
| 2018 | Halowe mistrzostwa świata | Birmingham | bieg na 60 m przez płotki       | 1. miejsce | 7,70  |
| 2018 | Mistrzostwa NACAC         | Toronto    | bieg na 100 m przez płotki      | 1. miejsce | 12,55 |
| 2018 | Puchar interkontynentalny | Ostrawa    | bieg na 100 m przez płotki      | 2. miejsce | 12,52 |
| 2019 | Mistrzostwa świata        | Doha       | bieg na 100 m przez płotki      | 2. miejsce | 12,46 |
| 2021 | Igrzyska olimpijskie      | Tokio      | bieg na 100 m przez płotki      | 2. miejsce | 12,52 |
| 2022 | Mistrzostwa świata        | Eugene     | bieg na 100 metrów przez płotki | –          | DQ    |
| 2023 | Mistrzostwa świata        | Budapeszt  | bieg na 100 metrów przez płotki | 3. miejsce | 12,46 |

## Rekordy życiowe
- bieg na 60 metrów przez płotki (hala) – 7,70 (3 marca 2018, Birmingham) były rekord Ameryki Północnej, 6. wynik w historii światowej lekkoatletyki
- bieg na 100 metrów przez płotki – 12,20 (22 lipca 2016, Londyn) – były rekord świata[6], 4. wynik w historii światowej lekkoatletyki
- bieg na 400 metrów przez płotki – 54,09 (13 czerwca 2015, Eugene)